# GameZone
GameZone — американський вебсайт, присвячений відеоіграм для різних платформ. На ньому щодня виходять нові огляди, новини, проходження ігор та чіт-коди, а також є розділ завантажень.
GameZone Online — компанія та сайт, засновані Джефом та Кеті Коннорс з Лівонії, у штаті Мічиган, 1994 року.
Сайт охоплює всі основні ігрові платформи — ПК, Xbox 360, PlayStation 3, Wii, PlayStation 2, Xbox, Nintendo GameCube, PlayStation Portable, PlayStation Vita, Game Boy Advance, Nintendo DS. Крім того, на сайті є розділи про ігри для мобільних телефонів та MMOG.
За даними сайту GameRankings, GameZone — на третьому місці у світі за кількістю оглядів ігор.